# Mieczysław Żbik
Mieczysław Żbik (ur. w 1931 roku we Woli Filipowskiej koło Krzeszowic) – polski fotograf.
Były członek Krakowskiego Towarzystwa Fotograficznego. Uczestnik licznych konkursów oraz wystaw fotograficznych, jak i również laureat wielu nagród. Specjalizuje się głównie w fotoreportażu, lecz od 1977 roku to krajobrazy, fauna i flora Tatr to główny temat jego prac. Często nazywany nieznanym fotografem papieża, gdyż przez wiele lat fotografował Karola Wojtyłę oraz między innymi Prymasa Stefana Wyszyńskiego i Kardynała Franciszka Macharskiego plus wszelkie wydarzenia kościelne odbywające się na ziemiach krakowskich, a zdjęcia te dopiero po czterdziestu latach zostały opublikowane publicznie.